# Sakuma Nobumori
Sakuma Nobumori (佐久間 信盛?; 1528 – 18 febbraio 1582) è stato un samurai giapponese del periodo Sengoku servitore al clan Azai. Era conosciuto anche come Dewa no Suke (出羽介?) e Uemon no Jo (右衛門尉?).

## Biografia
Nato nella provincia di Owari servì inizialmente Oda Nobuhide e gli furono affidate le cure del giovane Oda Nobunaga. A differenza degli altri servitori il cui supporto oscillava tra Nobunaga e Oda Nobuyuki come leader del clan, Sakuma rimase fermamente leale a Nobunaga e combatté per lui in modo coerente.
Fu per questo trattato come il più importante servitore di Nobunaga e fu presente in ogni importante battaglia del clan Oda tra cui gli assedi di Nagashima.
Sakuma fu chiamato Noki Sakuma (退 き 佐 久 間?), che letteralmente significa "Sakuma il ripiegatore" a causa delle sue caute tattiche. Ebbe successo nella campagna contro il clan Rokkaku e contribuì a sopprimere le ribellioni causate dagli Ikkō-ikki nella provincia di Echizen.
Nel 1572 la sua unità di 3.000 uomini costuituì parte dei rinforzi inviati da Nobunaga per aiutare gli 8.000 uomini di Tokugawa Ieyasu contro i 30.000 guidati da Takeda Shingen. Nella battaglia di Mikatagahara Sakuma si ritirò dopo un impegno iniziale. Il suo compagno comandante Hirate Hirohide, tuttavia, che combatté al fianco delle truppe Tokugawa, perse la vita, e il conflitto terminò con una schiacciante sconfitta dell'alleanza Tokugawa-Oda.
Nel 1575 partecipò alla battaglia di Nagashino.
Nel 1576, dopo la morte di Harada Naomasa durante la campagna contro il ben fortificato Ishiyama Hongan-ji di Osaka, Sakuma fu scelto come sostituto di Naomasa come comandante e le truppe sotto il suo comando, proveniente da sette province, lo mettevano al comando del più grande esercito tra i servitore del clan Oda. Tuttavia, a differenza dei suoi colleghi Akechi Mitsuhide, Shibata Katsuie o Hashiba Hideyoshi che vinsero battaglie sui fronti a cui erano stati assegnati, Nobumori non fece importanti progressi contro gli intrepidi fanatici buddisti degli Ikki. Dopo dieci anni di guerre e assedi, Nobunaga fece in modo che l'Imperatore mediasse una tregua per porre fine alla guerra nel 1580.
Nello stesso anno Nobunaga redasse un documento contenente un'accusa di quindici punti contro Sakuma, compresi fallimenti passati con quelli contro l'Ishiyama Hongan-ji. Nobunaga bandì Sakuma e suo figlio Sakuma Nobuhide in un tempio del Monte Kōya dove furono costretti a trascorrere le loro giornate come monaci. Sakuma morì tra la fine del 1581 e l'inizio del 1582 a Totsugawa nella provincia di Yamato. 
L'esilio di Nobumori è ampiamente considerato come un esempio degli infausti trattamenti che Nobunaga riservava anche contro i suoi servitori più longevi, sottolineandone le carenze come capo clan. Nobumori, tuttavia, era noto per organizzare spesso cerimonia del tè e sembrava più interessato a questioni cerimoniali che a quelle militari. 
È stato anche riportato che fin dall'infanzia Nobumori fu apertamente critico nei confronti di Nobunaga.